# Туман (повесть)
«Туман» (англ. The Mist, также встречается другой перевод названия — «Мгла») — повесть американского писателя Стивена Кинга, написанная в жанре психологического ужаса. Впервые опубликована в 1980 году в антологии «Тёмные силы». Впоследствии в отредактированном виде она вошла в авторский сборник «Команда скелетов», опубликованный издательством Viking Press. По сюжету небольшой город Бриджтон окутывает плотный туман, в котором скрываются монстры. Главный герой и рассказчик Дэвид Дрейтон, укрывшийся со своим малолетним сыном в супермаркете, пытается пережить не только появление порождений тумана, но и фанатичную агрессию со стороны других выживших. В «Тумане» Кинг обращается к тематике техногенных страхов и религиозного фундаментализма.
На написание произведения автора вдохновила поездка в магазин после грозы, во время которой он стал представлять доисторических животных и гигантских насекомых, осаждающих здание. Повесть была номинирована на «Всемирную премию фэнтези». Большинство критиков отнесли «Туман» к числу знаковых работ писателя и посчитали её классическим произведением в своём жанре. Некоторые обозреватели сетовали на поверхностное объяснение природы тумана, другие были довольны кинематографичностью происходящего. Повесть была экранизирована в 2007 году Фрэнком Дарабонтом; фильм стал четвёртой лентой режиссёра по произведениям Стивена Кинга. На канале Spike TV в 2017 году вышел в эфир одноимённый сериал, использующий фабулу произведения и имеющий опосредованную связь с первоисточником.

## Сюжет
| «                  | Когда машины выходят из строя, когда технология терпит крах, когда система привычных религий рушится, людям всё равно нужна какая-то опора. И даже зомби, крадущиеся в ночи, могут показаться явлением достаточно привлекательным по сравнению с экзистенциальной комедией ужасов, вызванной к жизни разрушением озонового слоя под общим натиском миллионов аэрозольных баллончиков с дезодорантом. | » |
| — «Туман», X глава | |   |

На следующее утро после сильной грозы неестественно густой туман постепенно окутывает небольшой городок Бриджтон в штате Мэн. Художник Дэвид Дрейтон (англ. David Drayton) вместе со своим сыном Билли и соседом Брентом Нортоном (англ. Brent Norton), чей автомобиль разбило упавшее дерево, отправляются за продуктами в город. По прибытии они слышат звук противопожарной сирены и подозревают что-то неладное. Туман настигает героев в супермаркете, после чего оказывается, что во мгле скрываются неизвестные чудовища. Положение усугубляется землетрясением, которое повреждает основные коммуникации, отчего магазин остаётся лишённым электричества. Ввиду опасности герои вынуждены оставаться в супермаркете.
Со временем что-то забивает вытяжку вентиляции магазинного генератора. Молодой парень по имени Норм хочет решить эту проблему, выходит наружу, после чего щупальца утаскивают его в туман. Дэвид и Олли Уикс (англ. Ollie Weeks), помощник управляющего магазина, на чьих глазах это происходило, пытаются убедить остальных в реальности случившегося и просят никого не покидать магазин. Нортон и небольшая группа людей отказываются в это верить и обвиняют Дэвида во лжи. Они выходят наружу, чтобы позвать помощь, где погибают, убитые огромным существом. Олли забирает у молодой девушки Аманды Дамфрис (англ. Amanda Dumfries) пистолет. Позже в магазин влетают существа, напоминающие птерозавров, которых убивают подручными средствами. Группа людей во главе с Дэвидом пытаются достать в аптеке лекарства, где сталкиваются с огромными пауками. Эти события приводят к массовой истерии среди выживших. На волне паники местная религиозная фанатичка миссис Ка́рмоди (англ. Mrs. Carmody) убеждает большинство людей, что происходящие события исполняют библейское пророчество о конце времён. Она считает, что для сохранения их от Божьего гнева нужна человеческая жертва.
Двое военных с близлежащей военной базы упоминают, что возможно появление тумана связано с проектом «Стрела», в котором они принимали участие. В конечном итоге оба оканчивают жизнь самоубийством. Позже Дэвид Дрейтон с сыном, Аманда Дамфрис, Олли Викс, Хэгги Терман, бывшая сиделка Билли, и миссис Репплер, а также Эмброус Корнелл предпринимают попытку вырваться из магазина. Им препятствует миссис Кармоди, убеждая толпу принести в жертву Билли и Аманду. Олли Викс убивает миссис Кармоди из пистолета. Позже Олли и Хегги Терман погибают по пути, а Корнелл решает остаться в магазине. Остальные, добравшись до машины, пробуют доехать до дома Дрейтона, однако им не удаётся его достичь из-за заваленных или повреждённых землетрясением дорог. По радио, среди помех Дэвид слышит о Хартфорде. Группа продолжает искать выход из тумана:124-126.

## Создание

### Написание
Повесть была написана летом 1976 года:395. К тому моменту у писателя были закончены три книги — «Кэрри», «Жребий» и «Ночная смена». Антологию, для которой предназначалось произведение, готовил литературный агент Кинга Кирби Маккоули. Он хотел получить для сборника новый рассказ или повесть, проявляя при этом настойчивость и дипломатичность. Однако, Стивен не мог ничего придумать и, по собственному признанию, тратил время впустую. Он начал подозревать, «что встроенная в мою голову машина, пишущая короткие рассказы, или остановилась на ремонт, или безнадёжно сломалась». Страдая психологическим барьером, Кинг ничего не писал на протяжении четырёх месяцев. В то время семья писателя — двое детей и жена, беременная третьим ребёнком, жили в городе Бриджтон:124-126. Над Долгим озером пронеслась сильная гроза с дождём, и Стивен настоял на том, чтобы всё семейство спустилось в подвал. На следующий день писатель отправился в супермаркет — эти события впоследствии нашли отражение в произведении. Путешествие происходило без соседей. В реальности вместо Нортона в коттедже около Кингов жили «очень приятные люди» доктор Ралф Дрюз и его жена.
В супермаркете моя муза внезапно вернулась ко мне — случилось это, как всегда, без предупреждения. Я стоял в центральном проходе, в поисках булочек для хот-догов, когда перед моим мысленным взором возникла большая доисторическая птица, прокладывающая путь к мясному прилавку; сшибая банки с ананасовым компотом и бутылки томатного соуса. К тому времени, как я и мой сын Джо встали в очередь в кассу, я уже обдумывал историю о людях, пришедших в супермаркет за покупками и оказавшихся в западне: супермаркет осадили доисторические животные. Я подумал, что получится неплохо: эдакий вариант «Аламо» в постановке Берта И. Гордона.

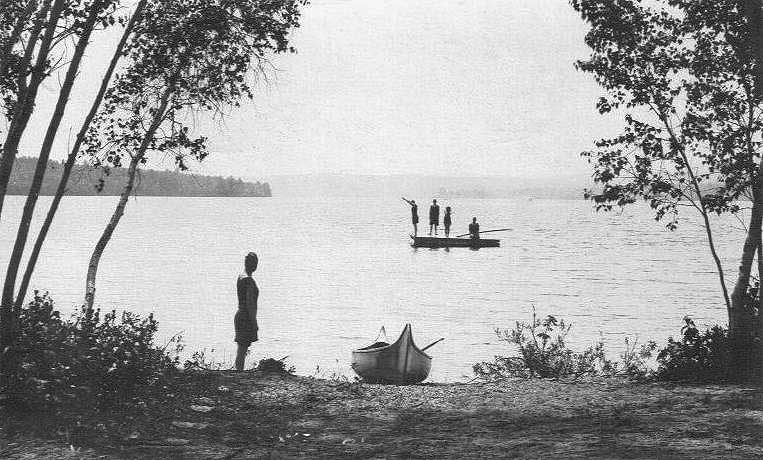
Долгое озеро, с которого в повести начинает струиться туман

Автор обратил внимание на то, что фасад здания сделан из цельной зеркальной стеклянной панели, и представил, что может произойти, если внутрь будут ломиться гигантские насекомые:395. Половину произведения Кинг написал тем же вечером, продолжил — через неделю. Всего на написание «Тумана» у него ушло четыре дня:124-126. Готовая повесть понравилась Кирби, а сам Кинг относился к ней скептически. Его не устраивала сюжетная линия Дэвида Дрейтона, спавшего с Амандой, но не знавшего, что произошло с его женой. Стивен переписал повесть, поймав нужный ритм, который он сохранил вплоть до последней страницы. Последняя редакция понравилась Кингу гораздо больше других его работ средней формы. Первое предложение — «Вот как это произошло» — было своеобразной отсылкой к роману Дугласа Фэйрбейрна «Стрельба»:124-126. Эта фраза стала квинтэссенцией всей работы. «Должен отметить, что мне также очень по душе метафора, посредством которой Дэвид Дрэйтон даёт понять, что его возможности имеют свои пределы; понравилось мне и то, что повесть динамична и вызывает весёлые улыбки: вы словно смотрите её, обняв за плечо подругу (друга). И без труда можете представить себе вторую серию» — писал Кинг.
Одной из возможных концовок, над которой размышлял автор, была сцена, в которой герои оказывались в лучах солнечного света. Но вместо этого писатель решил оставить финал открытым. Кинг отказывался отвечать на критику своей работы в свете религиозного фундаментализма, только выражая одобрение в том, что история служит поводом для дискуссий. В основе использованной концепции — выживание. Вещи, которые случаются с людьми, оказавшимися в ловушке в супермаркете, кажутся необъяснимыми и ненормальными. На самом деле, считал автор, рано или поздно все люди сталкиваются с трудностями, но в реальности вместо монстров из тумана появляется рак. С точки зрения литературного багажа «Туман» получился зрелой работой. В повести была использована реальная география Бриджтона:124-126.
В произведении фигурируют пятьдесят персонажей. Прообразом жены главного героя стала Табита Кинг. Её имя было позаимствовано у сестры Табиты, основателя и редактора информационного бюллетеня Castle Rock — Стефани (англ. Stephanie). Образ миссис Кармоди пришёл из детства писателя. Хотя она и ассоциировалась у автора не с конкретным человеком, а скорее с посещениями воскресной библейской школы, в которой рассказывали о том, какая кара ждёт врунов и онанистов. Автор считал себя верующим человеком, но организованная религия вызывала у него чувство страха. Дэйв Дрейтон, как и Кинг, учился в университете штата Мэн. Член городской управы Майк Хэтлен был назван в честь Бертона Хэтлена, профессора, преподававшего Стивену. Помощник писателя Роберт Ферт в личной переписке упоминал, что повесть связана с циклом «Тёмная Башня». Он указывал, что проект «Стрела», в отличие от домыслов героев повести, не вызывал мутации, а создал червоточину, истончившуюся перегородку между реальностями. Ферт предположил, что миссис Кармоди — двойник Сильвии Питтстон из «Стрелка» (Бев Винсент подчеркнул, что в их проповедях много общего), а монстры представляют собой Демонов Тодэша (англ. Todash Demons), пространства между мирами.

### Публикации
Первая публикация состоялась в 1980 году в антологии «Тёмные силы» (англ. Dark Forces). Спустя пять лет «Туман» вошёл в авторский сборник «Команда скелетов»:395, опубликованный издательством Viking Press:172. Первый вариант произведения состоял из 40 тысяч слов. В России повесть впервые появилась в журнале «Вокруг света» за 1988 год в переводе А. Корженевского:84. На русский язык «Туман» также переводил О. Рудавин. По состоянию на 1996 год повесть выдержала свыше 30 переизданий в твёрдом переплёте. Аудиокнига несокращённой версии произведения вышла на кассетах в мае 1986 года. Её длительность составила четыре с половиной часа. На CD-дисках 90-минутная версия была перевыпущена в 1987, а позже — в 2007 году и включала 3D-звуковую дорожку. Текст читал актёрский ансамбль Фолгерской шекспировской библиотеки. Отдельно повесть, объёмом в 230 страниц, была издана компанией Penguin в 2007 году, что принесло ей 14 место в списке бестселлеров. Произведение повлияло на  компьютерную игру Half-Life и ранние игры серии Silent Hill. На основе «Тумана» в 1985 году компанией Software game был выпущен текстовый квест.

## Критика
В 1981 году произведение было номинировано на «Всемирную премию фэнтези за лучший роман», а также получило номинацию в категории лучший роман фэнтези от журнала «Локус». 1988 год принёс номинацию перевода произведения на литературную премию «Великое Кольцо». Журналист Вадим Эрлихман называл «Туман» одним из классических «ужастиков» Кинга:124-126. Стивен Спигнесси задавался вопросом, смогут ли Дэйв и компания успешно выбраться из супермаркета и укрыться от вездесущих монстров. Писатель не даёт на это ответа и оставляет произведение с концовкой в стиле Альфреда Хичкока, обрывая повесть почти сказочной надеждой. Джордж Бим сравнивал «Туман» с поэмой «Беовульф». Кристофер Леман-Хаут, обозреватель The New York Times, сетовал, что мощное начало о группе людей, переживших бурю, быстро ухудшается и к середине повести превращается в научно-фантастический триллер, полный гигантских пауков и насекомых. Не понравилось критику и объяснение их происхождения — вмешательство человека в производство ядерной энергии.

Иллюстрация Дэна Мамфорда

Другой критик газеты, Сьюзен Боулоутайн, отметила длину произведения, которую менее плодовитые авторы вполне могли выдавать за полноценный роман. «Туман» доказывает, что человек не может обмануть природу. После проведения секретного военного эксперимента на земле фактически открывается филиал ада — Кинг взращивает худшие людские опасения в гиперболической сказке. История написана в типичном для писателя кинематографичном стиле — «Первое предложение запускает гудящий шум кинопроектора». Туман, опускающийся на супермаркет, летающие альбиносы с кожистыми крыльями и огромные щупальца навевают воспоминания о существах из фильмов категории B. Окна магазина по сути становятся экраном в шоу фантасмагории. Линда Бэдли писала, что эти атрибуты характерны для старых технохорроров 50-х годов. Предрасположенность к персонажам и обезоруживающая непосредственность не даёт повести превратиться в безвредную пародию.
Тони Мэджистрейл проводил параллели произведения с другой повестью Кинга — «Рита Хейуорт и спасение из Шоушенка». Хотя герои «Тумана» находятся взаперти в течение некоторого периода времени, они быстро переходят к основным человеческим инстинктам. В их затруднительном положении возникают пугающие черты, характерные для типичных преступников; разбивка на группы становится похожа на признаки институализации, присущие заключённым после многих лет лишения свободы. Комендант Нортон использовал извращённое толкование христианства в качестве оправдания репрессивного режима в тюрьме, в «Тумане» же описывается версия религиозного фундаментализма, насаждающая единую норму поведения. Миссис Кармоди, паразитируя на страхах людей, убеждает всех в том, что монстры за пределами супермаркета — проявление божественного возмездия и спасение возможно только благодаря её догматичному толкованию Библии. Как религиозный фанатик, она верит в то, что Бог требует человеческих жертв. Как и в «Противостоянии», американские военные изображаются в отрыве от народа и занимаются уничтожением мира. В этом Мэджистрейл видел некий цинизм со стороны писателя и сравнивал происходящее с войной в Ираке и событиями 11 сентября 2001 года.
Апокалиптичная манера повествования, по мнению Марка Браунинга, не даёт полного представления о свойствах тумана. Повесть состоит из типичных для Кинга элементов. Как и в «Максимальном ускорении», группа обычных людей пытается выжить в супермаркете от необъяснимых источников зла. Выяснение причин сверхъестественных событий уходит на второй план по сравнению с реакцией персонажей на существующую угрозу. Повесть во многом ориентируется на фильм «Чужой». Дуглас Уинтер называл произведение квинтэссенцией безликого ужаса и находил схожие черты повести с творчеством Уильяма Ходжсона, «Ветром» Рэя Брэдбери и «Туманом» Джона Карпентера. Стэнли Уитер относил повесть к числу наиболее популярных работ писателя, отражающих его недоверие к технологиям — концепции, которая получила большее развитие в «Томминокерах». Журнал AudioFile отметил, что бинауральный эффект аудиокниги особенно хорошо подходит для жутких рассказов ужасов, таких как «Туман». Рецензент похвалил актёрское исполнение, музыкальное сопровождение и отличные звуковые эффекты.
Тони Мэджистрейл писал, что повесть во многом опирается на рассказ «Грузовики», написанный в 1973 году, а также на роман «Повелитель мух» Уильяма Голдинга. Кинг исследует взаимодействие людей и эволюцию социальных взаимосвязей. Появляющиеся фракции разделяют персонажей на основе принципов морали или религиозных убеждений. Одна группа выступает против другой, и человеческая нравственность сводится к созерцанию убийства и крови жертв. Это расстройство современного общества наиболее ярко проявляется в отсылках на доисторическую эпоху, в которой монстры оживают в тумане. Кинг обращается к теме событий, происходящих после того как созданная человеком технология выходит из-под контроля и в конечном итоге приводит мир к примитивному обществу, тёмным векам. Окончание произведения в виде проблеска надежды говорит о возможном шансе на восстановление. Повесть в равной степени описывает ужас как абсолютное зло и как бесчеловечность.

## Экранизации
Режиссёром и продюсером экранизации, вышедшей в русскоязычный прокат под названием «Мгла», стал Фрэнк Дарабонт. Он хотел снять картину в 1994 году (хотя первые мысли об экранизации у него возникли ещё в 1980-х годах), но вместо неё занялся адаптацией «Спасения из Шоушенка». Работая над сценарием, Дарабонт убрал элемент недосказанности, свойственной повести. Кинг, который обычно не любил серьёзных изменений в своих работах, не имел ничего против. Наоборот, он считал, что повествование только выиграет от нового финала: «Концовка меня потрясла, но ещё и слегка покоробила, — признался Кинг. — При том что я с самого начала знал, чего ожидать — ещё с просмотра черновой монтажной версии, — всё равно не выдержал и поморщился. И только на второй раз свыкся с мыслью, что именно этот вариант — самый правдоподобный и, видимо, единственно верный. Режиссёрский выбор наиболее точно соответствует атмосфере картины, в созданном мной мире история просто не могла закончиться иначе»:395-396.

Дарабонт был доволен, что на этот раз снял «не тюремный» фильм по Стивену Кингу, на что писатель ответил: «Фрэнк, это всё-таки история о людях в тюрьме. Просто тюрьма — в супермаркете!»

Кинг отослал сценаристу электронное письмо, в котором признался, что мог бы и сам закончить произведение подобным образом, если бы решился дописать его. В то же время писатель скептически относился к тому, что окончание утвердят продюсеры. Дарабонт отмечал, что если бы история была только о монстрах, он бы не стал снимать по ней фильм. По его мнению, как и во всех работах Кинга, «Туман» берёт свои корни в человеческом поведении. Режиссёр ввёл в повествование несколько новых персонажей и отказался от некоторых сексуальных сцен, фигурировавших в оригинале. Оценив сценарий, Кинг предложил Фрэнку развивать персонаж религиозной фанатички миссис Кармоди более медленно, а не бесконтрольно, как это было изначально. Дарабонт пытался добиться эффекта документального фильма с целью придания происходящему большей реалистичности. Экранизация напоминала Кингу эпизод из «Сумеречной зоны».
Премьера фильма состоялась 21 ноября 2007 года. Роль Дэвида исполнил Томас Джейн, Аманды — Лори Холден. Уильям Сэдлер, озвучивавший главного героя в радиопостановке, в фильме сыграл Джима Гродина.
Рейтинг картины на агрегаторе Rotten Tomatoes составляет 72 % «свежих» помидоров на основе 134 обзоров. Резюме сайта — «впечатляющая операторская работа и расчётливо острый сценарий помогают испытать действительно пугающие ощущения от просмотра „Мглы“». Фильм получил двенадцать различных номинаций, за исключением «Оскара». По мнению режиссёра, причиной равнодушия киноакадемиков к его работе являлся выбранный жанр. Марша Гей Харден, сыгравшая миссис Кармоди, стала победителем премии «Сатурн» за лучшую киноактрису второго плана.
Компания Dimension Television, получив благословение писателя, занялась производством одноимённого телесериала. Режиссёром был назначен Кристиан Торп. «В повести Кинга так много ужаса и драмы, что передать всю их глубину можно только посредством сериала. В своём шоу Кристиан создал захватывающую команду персонажей и бесконечно страшную историю», — заявил Боб Вайнштейн. Пилотный эпизод был заказан телеканалом Spike TV. Трансляция 10-ти серий стартовала 22 июня 2017 года. Так как повесть коротковата для сериального формата, шоу стало своего рода переосмыслением первоисточника. Финал сериала не стал повторять ни Дарабонта, ни Кинга. Пилотный эпизод посмотрели 1,2 миллионов зрителей, однако последующие серии собирали у экранов не более 800 тысяч, поэтому было принято решение о закрытии сериала.